# Этуви
Этуви́ (фр. Étouvy) — коммуна во Франции, находится в регионе Нижняя Нормандия. Департамент коммуны — Кальвадос. Входит в состав кантона Ле-Бени-Бокаж. Округ коммуны — Вир.
Код INSEE коммуны — 14255.

## Население
Население коммуны на 2010 год составляло 309 человек.
| 1962 | 1968 | 1975 | 1982 | 1990 | 1999 | 2010 |
| ---- | ---- | ---- | ---- | ---- | ---- | ---- |
| 122  | 136  | 152  | 198  | 227  | 279  | 309  |

## Экономика
В 2010 году среди 197 человек трудоспособного возраста (15—64 лет) 143 были экономически активными, 54 — неактивными (показатель активности — 72,6 %, в 1999 году было 74,1 %). Из 143 активных жителей работали 136 человек (71 мужчина и 65 женщин), безработных было 7 (2 мужчин и 5 женщин). Среди 54 неактивных 18 человек были учениками или студентами, 29 — пенсионерами, 7 были неактивными по другим причинам.